# Eatoniella iredalei
Eatoniella iredalei är en snäckart som först beskrevs av Oliver 1915.  Eatoniella iredalei ingår i släktet Eatoniella och familjen Eatoniellidae. Inga underarter finns listade i Catalogue of Life.